# Lasha Guruli
Lasha Guruli (en georgiano: ლაშა გურული; Rustavi, 27 de agosto de 1996) es un deportista georgiano que compite en boxeo.
Participó en los Juegos Olímpicos de París 2024, obteniendo una medalla de bronce en la categoría de 63,5 kg.
Ganó dos medallas de bronce en el Campeonato Mundial de Boxeo Aficionado, en los años 2021 y 2023, y dos medallas de plata en el Campeonato Europeo de Boxeo Aficionado, en los años 2022 y 2024.
En los Juegos Europeos de Cracovia 2023 consiguió una medalla de plata en la categoría de 63,5 kg.

## Palmarés internacional
| Juegos Olímpicos   | Juegos Olímpicos     | Juegos Olímpicos  | Juegos Olímpicos |
| Año                | Lugar                | Medalla           | Categoría        |
| ------------------ | -------------------- | ----------------- | ---------------- |
| 2024               | París (Francia)      | Medalla de bronce | 63,5 kg          |
| Campeonato Mundial |                      |                   |                  |
| Año                | Lugar                | Medalla           | Categoría        |
| 2021               | Belgrado (Serbia)    | Medalla de bronce | 67 kg            |
| 2023               | Taskent (Uzbekistán) | Medalla de bronce | 67 kg            |
| Juegos Europeos    |                      |                   |                  |
| Año                | Lugar                | Medalla           | Categoría        |
| 2023               | Nowy Targ (Polonia)  | Medalla de plata  | 63,5 kg          |
| Campeonato Europeo |                      |                   |                  |
| Año                | Lugar                | Medalla           | Categoría        |
| 2022               | Ereván (Armenia)     | Medalla de plata  | 67 kg            |
| 2024               | Belgrado (Serbia)    | Medalla de plata  | 67 kg            |